# Cleome tetrandra
Cleome tetrandra är en paradisblomsterväxtart som beskrevs av Joseph Banks och Dc.. Cleome tetrandra ingår i släktet paradisblomstersläktet, och familjen paradisblomsterväxter.

## Underarter
Arten delas in i följande underarter:
- C. t. pentata
- C. t. simplicifolia